# Sport in Turkije

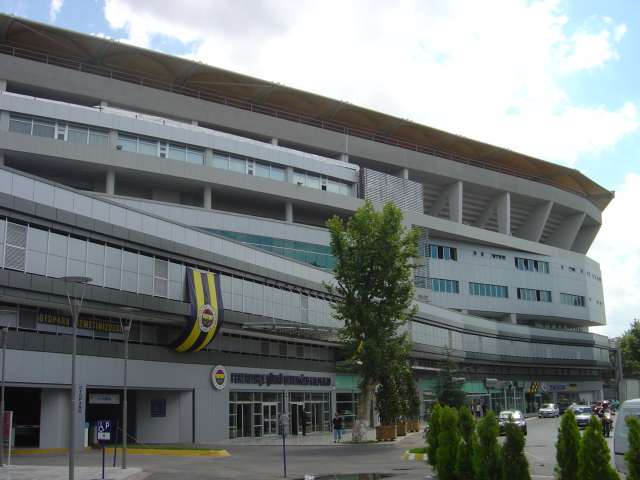
De UEFA Cup Finale 2009 in het Şükrü Saracoğlustadion van Fenerbahçe SK.

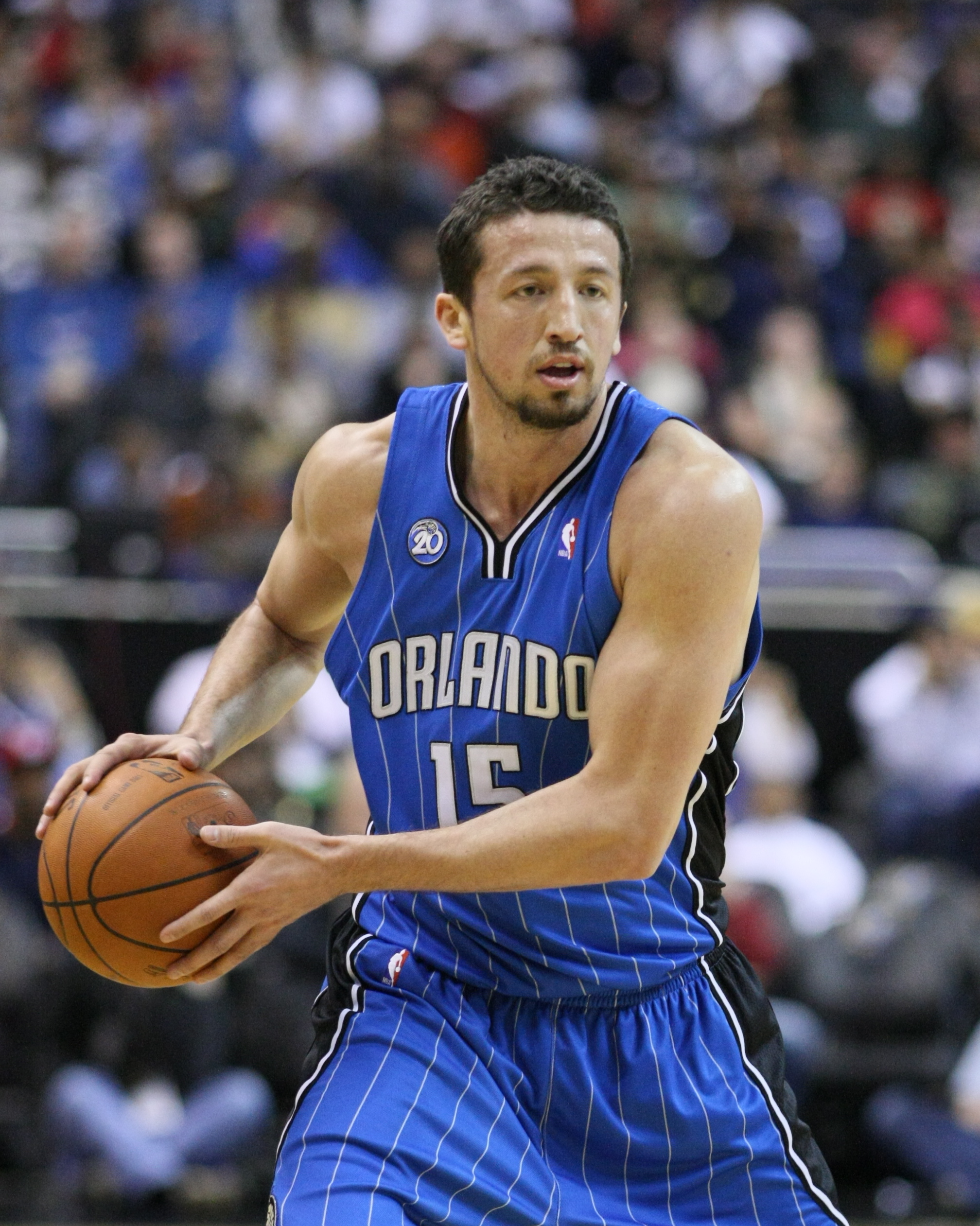
Hidayet Türkoğlu

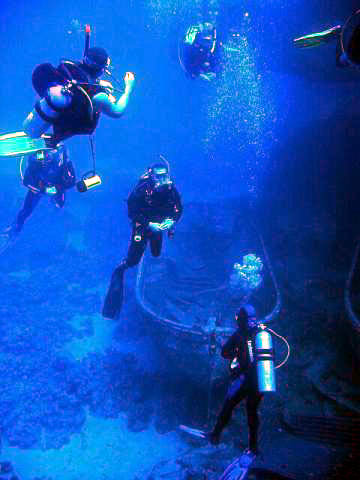
Diepzeeduiken

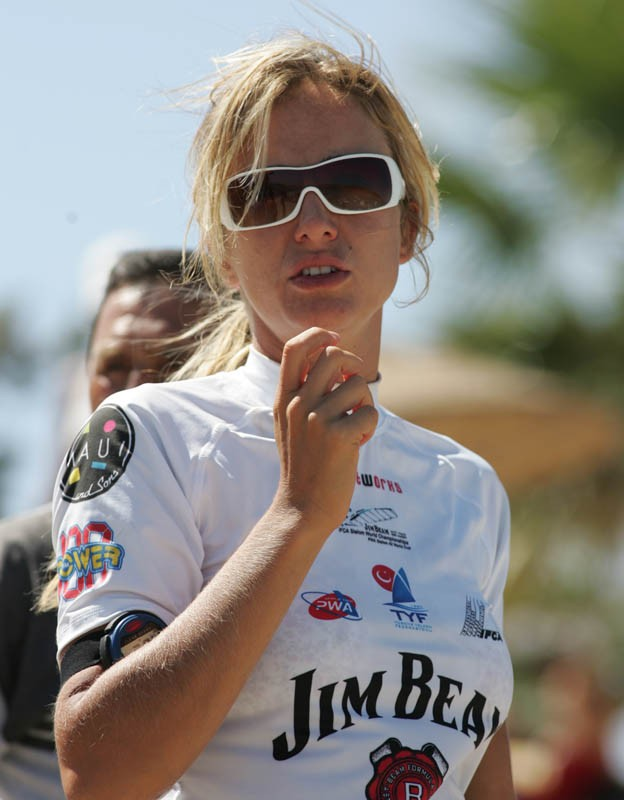
Çağla Kubat

Onder alle sporten in Turkije is voetbal het populairst. De nationale sport van Turkije is olieworstelen, ook wel bekend als Yağlı güreş. Sinds 1362 wordt in Edirne een van de oudste sportevenementen in de wereld georganiseerd: de Kırkpınar Güreşleri.

## Sporten

### Atletiek
In Turkije is er een groeiende interesse voor atletiek. Süreyya Ayhan had in 2003 het wereld record op de 1500 m in handen. De middellange- en langeafstandsloopster Elvan Abeylegesse, winnares van verschillende medailles, zorgde in 2004 voor een nieuw wereldrecord op de 5000m.

### Auto- en Motorsport
In Istanbul is het Istanbul Park racecircuit gevestigd met een capaciteit van 155.000 toeschouwers, waarop onder andere de Grand Prix van Turkije (Formule 1), GP2 Series (autosport) en de MotoGP (motorsport) plaatsvinden. In de GP2 Series nam een Turks team deel (Petrol Ofisi Fisichella Motor Sport International) met een Turkse coureur.

#### Rally
In de Rally van Turkije wordt er geracet voor de World Rally Championship.

### Basketbal
Basketbal is na voetbal een van de populairste sporten.

#### Nationaal
Het Turks nationaal basketbalteam werd tweede op het Europees kampioenschap basketbal in 2001 in Istanbul. Het basketbalteam werd het 9e in het Wereldkampioenschap basketbal 2002 en 6e in 2006. In 2010 organiseerde Turkije het wereldkampioenschap basketbal, waarbij het Turks basketbalteam in de finale verloor van de Verenigde Staten.

#### Clubverband
Sinds 2010 sponsort Turkish Airlines de EuroLeague, het hoogste niveau bij basketbalclubs in Europa. Zowel de mannen-, als vrouwenteams hebben zich geschaald bij de top van Europees voetbal.
Efes Pilsen werd in 2000 en 2001 derde bij de Euroleague. Sinds 2015 is er minimaal één Turkse club in de Final Four van de topcompetitie. Fenerbahçe behaalde in 2017 voor het eerst het kampioenschap. Anadolu Efes herhaalde dat succes in 2021. Verder won Galatasaray Odeabank de EuroCup in 2016, het tweede niveau in Europa. Darüşşafaka herhaalde dat succes in 2018.
Bij de vrouwen won Galatasaray in 2014 de EuroLeague Women, het hoogste niveau voor vrouwenbasketbalclubs. Daarnaast pakte Galatasaray de EuroCup Women, het tweede niveau in Europa, in 2009 en 2018. In 2017 pakte Yakın Doğu Üniversitesi de beker.

### Gewichtheffen
Gewichtheffen is een andere populaire sport in Turkije, vooral door de regelmatig behaalde gouden medailles bij het Gewichtheffen op de Olympische Zomerspelen. De bekende gewichtheffers Naim Süleymanoğlu en Halil Mutlu zijn twee van de vier gewichtheffers in de wereld die drie gouden medailles op drie Olympische Spelen hebben gewonnen.

### Schermen
De sport Schermen is niet populair in Turkije. Turkije zal de wereldkampioenschappen schermen 2009 organiseren van 16 oktober tot en met 26 oktober, in Antalya.

### Voetbal
In het voetbal heeft Turkije een snelle transformatie gezien. Het Turks voetbalelftal werd derde op het wereldkampioenschap voetbal 2002 en behaalde de halve finales op het Europees kampioenschap voetbal 2008. De grootste nationale teams zijn Besiktas, Fenerbahçe, Galatasaray en Trabzonspor. Galatasaray heeft de meeste succes gehad in Europa, het won de UEFA Cup in 2000 en kort daarna de UEFA Super Cup.  De Turkse competitie heeft ook vele topvoetballers aangetrokken zoals Gheorghe Hagi, Pierre van Hooijdonk, Mário Jardel, Nicolas Anelka, Pepe Roberto Carlos, Didier Drogba, Mesut Özil en Samuel Eto'o.

### Volleybal
Samen met basketbal is volleybal na voetbal een van de populairste sporten in Turkije. De vrouwelijke volleybalcompetitie en het nationaal volleybalteam gelden als een van de besten ter wereld.

#### Nationaal
Het nationale vrouwenvolleybalteam behoort tot de Europese top. Ze behaalden driemaal brons en tweemaal zilver op het Europees kampioenschap volleybal vrouwen.

#### Clubverband
Bij de mannen is het hoogtepunt, het behalen van de finale van de CEV Champions League in 2014 door Halkbank Ankara. De CEV Challenge Cup, het tweede niveau voor heren in Europa, werd in 2014 gewonnen door Fenerbahçe.
Vrouwenvolleybalteams domineren de Europese competities. Sinds 2011 is de CEV Champions League 6 keer gewonnen door een Turks team. In totaal gingen 7 finales verloren. Op het tweede niveau van Europa in de CEV Challenge Cup heeft een Turks team viermaal gewonnen.

### Worstelen
Sinds 1640 is worstelen een zeer populaire sport in Turkije. De worstelaars smeren zichzelf van top tot teen in met olie voordat ze het tegen elkaar opnemen. De worstelaars (Pehlivan) dragen alleen een speciaal van waterbuffelhuid gemaakte broek (Kispet). De meeste punten bij het worstelen worden verkregen, als de ene worstelaar zijn hand door de tegenstander zijn broek weet te krijgen. Een worstelaar is verslagen als zijn borstkas naar de hemel is toegekeerd of als hij valt. Als er tijdens de anderhalf uur durende gevecht geen beslissing valt dan wordt er een winnaar gekozen via de sudden death methode. Het Turkse olie worstelen werd een sport door de Ottomaanse sultan Orhan Gazi I, zijn broers en veertig andere strijders. Olie worstelen is een sport die wordt doorgegeven van vader op zoon.

## Recreatiesporten

### Diepzeeduiken
De Middellandse Zee en de kusten van de Egeïsche Zee zijn de beste plaatsen in Turkije om te duiken. Het is ook mogelijk, met speciale toestemming van de lokale autoriteiten, scheepswrakken uit de Eerste Wereldoorlog te zien in Gallipoli in de provincie Çanakkale.

### Kanoën en raften
Turkse rivieren bieden goede omstandigheden voor kanoën en raften, voor zowel beginners als ervaren mensen. Een aantal geschikte rivieren voor rafting is: Çoruh, Barhal, Berta, Fırtına, Çolak, Köprüçay, Manavgat, Dragon, Göksu (Silifke), Zamanti, Göksu (Feke), Kızılırmak en Dalaman Çayı.

### Visserij
Vissen is niet mogelijk zonder een licentie, zelfs als amateur. Vereist is het indienen van een identiteitskaart en het betalen van een vergoeding. Details betreffende de visserijzones, de minimummaat van vis die kan worden gevangen, en het aantal vis die kan worden gevangen per persoon, kan worden verkregen bij de afdeling Visserij van het Ministerie van Landbouw en Plattelandszaken. Vooral de Egeïsche Zee en de Middellandse Zee zijn rijke visgronden.

### Windsurfen
De baaien rond Çeşme, Alaçatı, Bodrum en Datça schiereilanden evenals Antalya hebben ideale wind om te surfen. Een beroemde windsurfer uit Turkije is Çağla Kubat.

### Zeilen en boottochten
Turkije grenst aan vier zeeën: de Egeïsche Zee, de Middellandse Zee, de Zee van Marmara en de Zwarte Zee. Er zijn verschillende cruisevaarten mogelijk. Gulets zijn traditionele zeiljachten en worden steeds populairder voor vakanties. Gulets worden onder andere gebouwd in Marmaris en Bodrum.